# Von Graffenried Holding
Die Von Graffenried Holding AG mit Sitz in Bern ist eine auf die Vermögensverwaltung und damit zusammenhängende Dienstleistungen spezialisierte Schweizer Unternehmensgruppe. Sie war bis zu seinem Tod im Juli 2012 vollständig im Besitz von Charles von Graffenried (1925–2012), einem Vertreter der Berner Patrizierfamilie von Graffenried.

## Tätigkeitsgebiet
Die Unternehmensgruppe hat ihre Wurzeln in dem von Charles von Graffenrieds Vater gegründeten Notariats- und Sachwalterbüro. Dieses wurde ab den 1950er Jahren schrittweise auf die Bereiche Liegenschaftsbetreuung und -verwaltung, Wertschriftenbetreuung und -verwaltung sowie Steuerberatung ausgebaut. Heute ist die Unternehmensgruppe in vier auf ihrem Gebiet spezialisierte Tochtergesellschaften in den Bereichen Bankgeschäft, Immobilien, Treuhand und Recht aufgegliedert. 

### Privatbank Von Graffenried AG
Das 1979 gegründete Vermögensverwaltungsunternehmen wurde nach Erteilung der Bankbewilligung durch die Eidgenössische Bankenkommission (heutige FINMA) 1992 in eine Bank umgewandelt. Als Privatbank im Familienbesitz ist sie auf die Vermögensverwaltung für private und institutionelle Kunden spezialisiert.

### Immobilien
Die Von Graffenried AG Liegenschaften konzentriert sich auf Immobilien-Dienstleistungen im Raum Bern und Espace Mittelland. Nebst der Bewirtschaftung von Geschäfts- und Wohnhäuser übernimmt das Unternehmen auch die Planung, Organisation und Überwachung von Bau, Umbau oder Renovation von Liegenschaften sowie Beratungs- und Vermittlungsaufträge.
Laut dem Wirtschaftsmagazin Bilanz war die von Graffenried-Gruppe 2004 wahrscheinlich die grösste Immobilienbesitzerin der Stadt Bern.

### Treuhand und Recht
Der Treuhandbereich umfasst Dienstleistungen wie Wirtschaftsprüfung, Buchführung und Verwaltung, Saläradministration, Personalvorsorge, Steuerberatung und Fakturierung für Privatpersonen, kleine und mittlere Unternehmen, Vorsorgeeinrichtungen, klassische Stiftungen sowie Nonprofit-Organisationen.
Der Geschäftsbereich Recht beinhaltet im Wesentlichen die Beratung in Rechtsfragen sowie verschiedene damit verbundene Dienstleistungen.